# Desa Lancar (administrativ by i Indonesien, Jawa Tengah)
Desa Lancar är en administrativ by i Indonesien.   Den ligger i provinsen Jawa Tengah, i den västra delen av landet, 400 km öster om huvudstaden Jakarta. Desa Lancar ligger vid sjön Waduk Wadaslintang.